# 保護海港協會

保護海港協會標誌

保護海港協會（英語：Society for Protection of the Harbour）於1995年11月成立，是香港的一個非牟利的慈善團體，成立目的是為「反對政府繼續大規模的填海計劃，特別是在維多利亞港一帶，宗旨是「保護維港，使她免受填海造地及城市發展的破壞，從而促進維港兩岸優良的城市規劃，使香港人的珍貴資產和天然財產得以保存，並世世代代得享其好處。」
自成立以來，該會成功反對政府在青洲及《東南九龍發展計劃》等填海計劃，逼使計劃均被重新檢討。此外，保護海港協會於1996年至1997年推動《保護海港條例》草案，並由時任主席陸恭蕙以私人法案形式呈交予當時之香港立法局，於1997年4月獲立法局通過，成為香港法例。
2025年8月1日，時任保護海港協會主席陸恭正宣布解散協會，並將協會辭任海濱事務委員會，原因是政府於同年5月修訂《保護海港條例》，使協會失去基礎運作。

## 外部連結
- 保護海港協會網頁（页面存档备份，存于）